# Virachola ethoda
Virachola ethoda är en fjärilsart som beskrevs av Walker 1871. Virachola ethoda ingår i släktet Virachola och familjen juvelvingar. Inga underarter finns listade i Catalogue of Life.